# Wereldkampioenschap oriëntatielopen voor masters 2006
Het Masters Wereldkampioenschap Oriëntatielopen 2006 zijn de veteranen wereldkampioenschappen oriëntatielopen die gehouden zijn in 2006. Deze versie van de Masters Wereldkampioenschap Oriëntatielopen werd gehouden in gaststad Wiener Neustadt in Oostenrijk.

## Mannen
| Categorie | Goud                   | Zilver                | Brons                     |
| --------- | ---------------------- | --------------------- | ------------------------- |
| M35       | SWE Peter Jacobsson    | SUI Stefano Maddalena | FIN Jussi Aumo            |
| M40       | FRA Philippe Page      | SUI Jost Hammer       | RUS Alexander Afonyushkin |
| M45       | CZE Petr Henych        | NOR Jörgen Mårtensson | SVK Jozef Pollak          |
| M50       | SUI Tom Hiltebrand     | NOR Tom A. Karlsen    | FIN Jorma Nissilä         |
| M55       | FIN Tapio Peippo       | UKR Mykola Bozhko     | LAT Karlis Magons         |
| M60       | FIN Risto Orpana       | SWE Stefan Larsson    | FIN Timo Peltola          |
| M65       | NOR Anders Taraldrud   | GER Dietmar Leukert   | FIN Veijo Tahvanainen     |
| M70       | SWE Peo Bengtsson      | FIN Alpo Nisula       | FIN Arvo Mikkonen         |
| M75       | FIN Eero Liski         | FIN Mauri Rantala     | SWE Lennart Öberg         |
| M80       | SWE Ragnar Hasselquist | FIN Ensio Salomaa     | SUI Adolf Kempf           |
| M85       | NOR Martin Dreng       | SUI Alois Müller      | FIN Eero Tuuteri          |
| M90       | FIN Erkki Luntamo      |                       |                           |

## Vrouwen
| Categorie | Goud                    | Zilver                  | Brons                 |
| --------- | ----------------------- | ----------------------- | --------------------- |
| W35       | HUN Ágnes Wengrin       | CZE Dagmar Podmolikova  | GBR Sarah Dunn        |
| W40       | NOR Kari Christiansen   | LAT Baiba Ozola         | AUT Gislind Berger    |
| W45       | USA Pavlina Brautigam   | EST Marje Viirmann      | FIN Virpi Juutilainen |
| W50       | CZE Alena Rosecka       | HUN Magdolna Horváth    | CZE Libuse Fantová    |
| W55       | SWE Britt Eriksson      | SWE Birgitta Billstam   | SUI Brigit Oswald     |
| W60       | NOR Katharina Berge     | NOR Kari Timenes Laugen | HUN Borbala Cser      |
| W65       | SWE Gudrun Broman       | SWE Birgitta Thunell    | NOR Ragnhild Krogvig  |
| W70       | SWE Maja-Lisa Bergström | UKR Liliya Pokh         | EST Elga Adrat        |
| W75       | GBR Anne Donnell        | SUI Sonja Löjmar        | SWE Stina Zackari     |
| W80       | SWE Anna Nilsson        | SWE Gunborg Sundberg    | GER Kaete Berndt      |

## Medaillespiegel
| Plaats | Land | Goud | Zilver | Brons | Totaal |
| ------ | ---- | ---- | ------ | ----- | ------ |
| 1      | SWE  | 7    | 4      | 2     | 13     |
| 2      | FIN  | 4    | 3      | 7     | 14     |
| 3      | NOR  | 4    | 3      | 1     | 8      |
| 4      | CZE  | 2    | 1      | 1     | 4      |
| 5      | SUI  | 1    | 4      | 2     | 7      |
| 6      | HUN  | 1    | 1      | 1     | 3      |
| 7      | GBR  | 1    | -      | 1     | 2      |
| 8      | FRA  | 1    | -      | -     | 1      |
|        | USA  | 1    | -      | -     | 1      |
| 10     | UKR  | -    | 2      | -     | 2      |
| 11     | EST  | -    | 1      | 1     | 2      |
|        | GER  | -    | 1      | 1     | 2      |
|        | LAT  | -    | 1      | 1     | 2      |
| 14     | AUT  | -    | -      | 1     | 1      |
|        | RUS  | -    | -      | 1     | 1      |
|        | SVK  | -    | -      | 1     | 1      |